# 'Til Death
 'Til Death is een Amerikaanse sitcom die gaat over een stel, Eddie en Joy Stark, die in Philadelphia wonen en reeds 23 jaar getrouwd zijn. Eddie is een geschiedenisleraar en Joy werkt voor een reisbureau. In de eerste twee seizoenen ging de serie vooral over hen en hun buren, Jeff en Steph Woodcock. In het tweede seizoen komt Eddie in contact met Kenny Westchester via een Big Brother-programma. Vanaf het derde seizoen gaat de serie voornamelijk over Eddie, Joy en Kenny, die dan bij hen intrekt. In seizoen vier focust het verhaal zich op de Eddie, Joy, hun dochter Ally en schoonzoon Doug. Ally en Doug wonen dan in een caravan in de achtertuin.

## Personages
De hoofdrollen in de serie. Eventuele roepnamen zijn schuingedrukt.
| Acteur/actrice                                                                                       | Personage                       | Seizoenen in serie |
| --- | ------------------------------- | ------------------ |
| Brad Garrett                                                                                         | Eddie Stark                     | 1-4                |
| Joely Fisher                                                                                         | Joy Stark                       | 1-4                |
| Eddie Kaye Thomas                                                                                    | Jeffrey Woodcock (Jeff)         | 1-2                |
| Kat Foster                                                                                           | Stephanie Woodcock (Steph)      | 1-2                |
| J. B. Smoove                                                                                         | Kenneth Westchester (Kenny)     | 2-4                |
| Krysten Ritter(seizoen 1-2) Laura Clery(seizoen 3) Lindsey Broad (seizoen 4) Kate Micucci(seizoen 4) | Allison Mayweather Stark (Ally) | 1-4                |
| Timm Sharp                                                                                           | Doug Von Stuessen               | 1-4                |

## Terugkerende rollen
- Nick Bakay als Karl
- Martin Mull als Whitey
- Kathleen Rose Perkins als mevrouw Duffy
- Anthony Anderson als Cofeld
- Margaret Cho als Nicole
- Jerry Lambert as Stan
- Will Sasso als Russ
- Kevin Nealon als Steven
- Susan Yeagley als Simona
- Lainie Kazan als Donna, Joys moeder
- Barry Bostwick als George Von Stuessen, Dougs vader
- Kym Whitley als Tina, Kennys ex
- Alison La Placa als Beth
- Joe Manganiello als Stu